# Farmington (Gloucestershire)
Farmington – wieś i civil parish w Anglii, w Gloucestershire, w dystrykcie Cotswold. W 2011 civil parish liczyła 112 mieszkańców. Farmington jest wspomniana w Domesday Book (1086) jako Tormentone.